# Magdalena Blažević
Magdalena Blažević (Žepče, 1982) és una escriptora bosniana. Va néixer i es va criar a Žepče, a la República Socialista de Bòsnia i Hercegovina. Es va graduar en Filologia Croata i Anglesa. Actualment viu i treballa a Mostar.
El 2020 va publicar una col·lecció de contes titulada Svetkovina sobre dones que no podien o no volien controlar els seus desitjos. Els contes d'aquest llibre van guanyar diversos premis literaris. Blažević va publicar A finals d'estiu, la seva primera novel·la, el 2022. El text és un al·legat potent i poètic contra la guerra explicat des de la perspectiva d'Ivana Širić, una noia assassinada a Bòsnia el 1993.